# Exército da Conquista
O Exército da Conquista (EdC) (em árabe: جيش الفتح‎/Jaish al-Fatah, JaF), foi uma aliança militar de diversas grupos jihadistas e islamistas sunitas participantes na Guerra Civil Síria.
A aliança foi formada em março de 2015 sob a supervisão do clérigo fundamentalista saudista Abdullah al-Muhaysini. O Exército consiste em várias facções rebeldes islamistas e jihadistas activas principalmente na província de Idlib, com algumas facções presentes nas províncias de Hama e Latakia. Nos meses seguintes à sua formação, o grupo capturou a maioria da província de Idlib.
Numa publicação de outubro de 2015, o Instituto para o Estudo da Guerra, baseado em Washington DC, considerou o EdC como um  dos principais movimentos presente em Idlib, Hama, Daraa e Quneitra, embora sem ter presença em Damasco, e descreveu a aliança como "anti-regime" e "anti-Hezbollah", mas não necessariamente "anti-Estado Islâmico".

## Membros
No momento da sua fundação, o Exército da Conquista tinha sete membros, três deles (Frente al-Nusra, Ahrar al-Sham e Jund al-Aqsa) tinham ligações directas ou eram inspirados ideologicamente pela Al-Qaeda. Os islamistas do Ahrar al-Sham eram o maior grupo individualmente na aliança, os combatentes do Ahrar al-Sham e da Frente al-Nusra representavam, segundo relatos, cerca de 90 porcento dos combatentes da aliança. Outro grupo islamista relevante na aliança era a Legião do Sham, ligada à Irmandade Muçulmana da Síria. O Exército da Conquista colaborava com grupos alinhados com Exército Livre Sírio.
Os sucessos da aliança islamista foram atribuídos à forte coesão, com os nomes individuais dos diversos grupos a serem proibidos quando o Exército efectuava ofensivas conjuntas.
Após os Confrontos em Idlib, em que Ahrar al-Sham entrou em confrontos contra Jabhat Fateh al-Sham (sucessor da Frente al-Nusra), mais as várias deserções e fusões que começaram a ocorrer a partir de 21 de janeiro de 2017, o Exército da Conquista chegou ao fim.